# Włodzimierz Bojarski
Włodzimierz Witold Bojarski (ur. 19 maja 1930 w Poznaniu) – polski energetyk i nauczyciel akademicki, profesor nauk technicznych, senator I kadencji.

## Życiorys
W 1950 ukończył studia na Politechnice Gdańskiej, a w 1954 także na Politechnice Warszawskiej. W 1963 uzyskał stopień doktora, a w 1967 habilitował. Od 1976 do 2000 pracował w Instytucie Podstawowych Problemów Techniki PAN. W 1980 otrzymał tytuł naukowy profesora w zakresie nauk technicznych. Wykładowca m.in. Warszawskiej Szkoły Zarządzania. Był członkiem komitetów Polskiej Akademii Nauk: Komitetu Prognoz „Polska 2000 Plus”, Komitetu „Człowiek i Środowisko” i Komitetu Problemów Energetyki.
W latach 40. działał w niezależnym od władz komunistycznych harcerstwie. W 1980 wstąpił do NSZZ „Solidarność”. Brał udział w obradach Okrągłego Stołu. Od 1989 do 1991 z ramienia Komitetu Obywatelskiego zasiadał w Senacie I kadencji, reprezentując województwo wałbrzyskie. W kolejnych wyborach parlamentarnych bez powodzenia ubiegał się o reelekcję z poparciem Wyborczej Akcji Katolickiej.
Został członkiem do zespołu wspierania Radia Maryja i związanego z tą rozgłośnią stowarzyszenia „Nasza przyszłość – Polska”. Był też wiceprzewodniczącym rady programowej Ligi Polskich Rodzin, z której odszedł na skutek konfliktu z Romanem Giertychem.
Jest laureatem Nagrody im. Sługi Bożego Jerzego Ciesielskiego – Ojca Rodziny (2008), wyróżniony odznaczeniem Polonia Mater Nostra Est (2010).

## Publikacje
- Badania systemowe w gospodarce paliwowo-energetycznej (współautor), 1977
- Dokąd Polsko? Wobec globalizacji i integracji europejskiej, 2002
- Efektywność systemowa przedsięwzięć gospodarczych, 2001
- Gospodarka energetyczna jako dyscyplina naukowa (współautor), 1977
- Gospodarka i państwo dla społeczeństwa, 2009
- Kryzys gospodarki polskiej. Przyczynek do analizy (współautor), 1981
- Ochrona środowiska w państwowej polityce energetycznej (współautor), 1994
- Podstawy analizy i inżynierii systemów, 1984
- Podstawy metodyczne oceny efektywności w systemach energetycznych, 1979
- Przykładowe zastosowania analizy i inżynierii systemów, 1984